# Problema de la medida de Klee

En la geometría computacional, el problema de la medida de Klee es el problema de determinar cuan eficientemente la medida de una unión (multidimensional) de rangos rectangulares puede ser calculada. Aquí, un rango rectangular d-dimensional es definido como un producto cartesiano de d intervalos de números reales, que es un subconjunto de Rd.
Este problema toma el nombre en honor a Victor Klee, quien dio un algoritmo para calcular la longitud de una unión de intervalos (el caso d = 1)
que más tarde mostró ser óptimamente eficiente en el sentido de la teoría de complejidad computacional. La complejidad computacional para calcular el área de una unión de rangos rectangulares 2-dimensionales ahora también es conocida, pero en el caso de d ≥ 3 sigue siendo un problema abierto.